# Helmut Stein
Helmut Stein (né le 9 novembre 1942 à Aschersleben) est un footballeur est-allemand des années 1960 et 1970.

## Biographie
En tant qu'attaquant, Helmut Stein est international est-allemand à 22 reprises (1962 et 1969 à 1973) pour trois buts inscrits.
Il commence dans le club local du BSG Motor WEMA Aschersleben (de) jusqu'en 1962, puis il joue pour SC Chemie Halle, pendant quatre saisons, remportant une D2 en 1965. De 1966 à 1974, il joue pour FC Carl Zeiss Iéna, remportant deux coupes de RDA et deux fois le championnat. 

## Palmarès
- Championnat de RDA de football D2

- - Champion en 1965
- Coupe d'Allemagne de l'Est de football
  - Vainqueur en 1972 et en 1974
  - Finaliste en 1968
- Championnat de RDA de football
  - Champion en 1968 et en 1970
  - Vice-champion en 1969, en 1971, en 1973 et en 1974